# Одай-Кравченко, Светлана Анатольевна
Одай-Кравченко Светлана Анатольевна (род. 22 декабря 1968, Кривой Рог, Днепропетровская область) — советская и украинская спортсменка, самбистка и вольный борец. Мастер спорта Украины международного класса (1993) по самбо. Тренер по дзюдо.

## Биография
Родилась 22 декабря 1968 года в городе Кривой Рог Днепропетровской области Украинская ССР.
С 1987 года начала заниматься борьбой. Тренировалась под руководством Бориса Сотника.
С 1997 года работает тренером по дзюдо в детско-юношеской спортивной школе № 9 в Кривом Роге.
В 2011 году окончила Днепропетровский институт физической культуры.

## Спортивная карьера
Выступала за спортивное общество профсоюзов в весовых категориях 47 кг (вольная борьба) и 48 кг (самбо).
Участвовала и неоднократно становилась призёром различных международных соревнований и турниров.
- Бронзовый призёр чемпионата УССР по самбо (1988);
- Серебряный призёр чемпионата СССР по самбо (1991);
- Чемпионка Европы по самбо (Киев, 1992; Турин, Италия, 1993);
- Серебряный призёр чемпионата мира по самбо (Омск, Россия, 1993);
- Серебряный призёр чемпионата Европы по вольной борьбе (Иваново, Россия, 1993);
- Чемпионка Украины по самбо (1990—1993) и вольной борьбе (1993).

## Награды
- Майстер спорта СССР по самбо (1990);
- Мастер спорта Украины международного класса по самбо (1993).